# Lucius Munatius Gallus
Lucius Munatius Gallus est le légat d'Auguste propréteur en Numidie entre 100 et 102. 
Il effectue par décision de Trajan des opérations de bornage qui délimitent les terres des tribus Musulames et celles affectées à la colonisation romaine. Il est le fondateur de la colonie romaine de Timgad en l'an 100, pour installer les vétérans de la Troisième légion Auguste. Son acte de fondation est consigné sur une inscription latine trouvée à Timgad.